# Dongducheon
Dongducheon (del coreano: 동두천), oficialmente Ciudad de Dongducheon (en coreano: 동두천시, Dongducheon-si), es una ciudad en la provincia de Gyeonggi al norte de la república de Corea del Sur. Está ubicada al noreste de Seúl a unos 40 km. Su área es de 95.66 km² (64% bosque) y su población total es de 95 000.

## Historia
Desde el reino Goguryeo, en 1981, la ciudad de Dongducheon fue establecida como el condado Yangju. Hoy es una ciudad moderna con industria y tecnología.

## Bases militares estadounidenses
39% de la zona de la ciudad de 32,31 kilómetros cuadrados se dieron a la División de Infantería del Ejército de EE. UU. 
- Camp Casey
- Camp Castle
- Camp Hovey
- Camp Mobile
- Camp Nimble